# Nuke (Marvel Comics)
Nuke (nombre real Frank Simpson) es un supervillano ficticio en el Universo Marvel. El personaje aparece por primera vez en Daredevil #232 y fue creado por Frank Miller y David Mazzucchelli. La característica más distintiva de Nuke es una bandera estadounidense tatuada en su rostro.
Una versión del personaje apareció en Jessica Jones, interpretado por Wil Traval.

## Historia de publicación
Nuke fue creado por Frank Miller y David Mazzuchelli apareció por primera vez en Daredevil #232. Nuke desapareció en su mayoría después de su aparente muerte en Daredevil #233, aunque su origen fue explorado y explicado en volúmenes de Capitán América y Wolverine. No fue sino hasta New X-Men, de Grant Morrison, cuando Morrison reveló que Nuke participó en el programa Arma Plus, que el personaje hizo un retorno en las historias posteriores.

## Biografía del personaje ficticio
Nuke era un sujeto de prueba del programa Arma Plus, el programa de supersoldados que había creado al Capitán América y más tarde transformaría a Wolverine en una máquina de matar. El proceso de mejora y acondicionamiento salió mal, dejando a Nuke seriamente trastornado.

### Primeros años
Los orígenes de Nuke se explican en la serie Wolverine: Origins.
Siendo el hijo perturbado de una mujer de clase alta, abusiva y alcohólica de Ohio, Frank pronto desarrolló un afecto poco saludable por su niñera, la única figura materna real en su vida. La joven, que estaba albergando sentimientos por su padre Charles, capitalizó el afecto de Frank y convenció al niño para que mate a su madre. Wolverine, quien en ese momento era un operativo de Arma Plus, había sido enviado a secuestrar a Frank Simpson. Wolverine apareció, vestido como un policía. Luego siguió a Charles Simpson y la niñera, finalmente disparándole a la chica con la pistola de Charles, después de que éste se suicidara. Wolverine fue más tarde a la casa de Frank y lo secuestraron para el proyecto del supersoldado.
Años más tarde, Frank Simpson fue enviado a la Guerra de Vietnam como un agente de operaciones encubiertas. Capturado por el Viet Cong, Frank fue severamente torturado por Logan (que se hacía pasar por un enlace de inteligencia ruso), rompiendo la mente todavía desequilibrada de Frank. Mientras lo torturaba (incluso tallando en su cara la bandera de Estados Unidos que años más tarde se convertiría en parte de su personalidad superpoderosa), implantó la frase "¡No V.C.!" como una palabra gatillo, junto con la compulsión para matar horriblemente, en represalia por las torturas sufridas, cualquiera que pronunciara las palabras. Luego le permitió a Frank escapar, probando su trabajo con un pueblo de campesinos, que, al ver a un soldado estadounidense, trataron de calmar su ira y convencerlo de perdonarlos, gritando la frase "¡No V.C.!", lo que significa que no eran del Viet Cong. Frank, en respuesta a la palabra gatillo, quemó el pueblo matando a todos los habitantes. Siendo el experimento un éxito, Logan fue instalado como su manejador. Debido a su trauma, Nuke a menudo alucina que los enemigos que combate son del Viet Cong.
En algún momento durante la guerra, Nuke fue incluido en la parte final del Proyecto Cosecha Propia, los programas Arma VII, que lo convirtió en un cyborg parcial con una malla subdérmica capaz para desviar las balas, y un segundo corazón que, trabajando en conjunto con algunas píldoras (placebo), controla su agresividad, dejándolo adicto también. Su paradero después de la guerra todavía es desconocido.

### Primera aparición
Nuke resurgió, empleado por Generalísimo Félix Guillermo Carridad, de Tierra Verde, para destruir una base rebelde. Carridad quedó impresionado con sus habilidades, y disfrutó usando a Nuke periódicamente como un símbolo icónico sobrehumano.
Tras una operación en Nicaragua, Kingpin contrató a Nuke a través de un general corrupto y lo mandó a matar a Daredevil. Nuke lanzó un ataque a Hell's Kitchen, pero fue derrotado por Daredevil. Enfurecido por un artículo del Daily Bugle informando sobre su asesinato en masa en Hell's Kitchen, él se separó de sus manejadores, pretendiendo destruir el edificio Bugle. Fue interceptado por el Capitán América y baleado por un helicóptero militar. Se desmayó por la herida y fue dado por muerto por el público en general. Nuke de hecho fue acogido por el Gobierno, todavía controlado por el enclave de Tierra Verde.

### Wolverine: Origins - The Death of Wolverine
En la serie Wolverine: Origins, después de recuperar todos los recuerdos de Wolverine, y embarcarse en una misión para encargarse de los cabos sueltos, el gobierno de los Estados Unidos despacha a Nuke para cazar a Wolverine. A pesar de que Wolverine envía a Nuke, se revela que la fisiología mejorada de Nuke ha mutado aún más, lo que le proporciona extremidades, huesos y cráneo cibernéticos, y la capacidad de sobrevivir a las lesiones más horrendas, pero lo ha dejado sin personalidad ni conciencia. Cuando Wolverine intenta matarlo, el Capitán América interviene, creyendo que Nuke es un sujeto fallido del Programa del Súper Soldado. Wolverine le pidió a la telépata Emma Frost que restaurara la mente rota de Nuke, diciendo que él haría una eutanasia Nuke si se determina que no era posible.
Durante el mandato de Norman Osborn como jefe de la organización estadounidense de mantenimiento de la paz H.A.M.M.E.R., el personaje usa el alias "Plaga", y se agrega a los Thunderbolts, y es degradado de la posición de líder del equipo. Durante la confrontación final de Osborn, sufre lesiones que lo vuelven comatoso.
Simpson se alía con Iron Nail, atacando a individuos en Europa que él percibe como enemigos de América, hasta que es detenido por el Capitán América. Es atrapado en una explosión y se presume muerto. Más tarde, Nuke aparece vivo con la cabeza rapada en la miniserie Death of Wolverine. Se lo ve trabajando para Madame Hydra y cazando a Wolverine como parte de su recompensa. Mientras estaba en un bar en la Columbia Británica, Wolverine se adueñó de la cabeza del cráneo, pero Nuke repartió la noticia de que lo salvó y también recibió la información sobre quién le otorgó la recompensa.

## Poderes y habilidades
Nuke posee varios atributos físicos sobrehumanos como resultado de varias mejoras cibernéticas. Los huesos de Nuke fueron reemplazados por componentes cibernéticos avanzados, otorgándole una fuerza sobrehumana de un límite no revelado. Aparte de su fuerza, el cuerpo de Nuke es considerablemente más resistente al daño físico que el de un humano ordinario, incluso el golpe al nervio arcano que Daredevil aprendió durante el entrenamiento por su sensei, Stick, no tienen efecto. La piel de Nuke fue reemplazada con un tipo artificial de plástico que se ve idéntico a la piel humana, pero es mucho más duradero. Además, él tiene un corazón artificial secundario que funciona en conjunto con sus pastillas de color. Nuke es víctima de décadas de preparación física y psicológica sistemática a manos de varios individuos que trabajan para el gobierno de los Estados Unidos. Como resultado, Nuke está loco. Él ahora es poco más que una marioneta en manos de su manejador actual y sólo puede seguir órdenes emitidas. También en su primera aparición en "Daredevil", Nuke estaba equipado con un rifle de asalto multi-cañón monstruoso que, además de ser capaz de disparar andanadas masivas de balas, granadas de fragmentación y cohetes, también capaz (debido a mecanismos no explicados) de "llevar la cuenta" de las bajas infligidas. Nuke también tenía la costumbre de restablecer el contador después de anotar los "puntos" tratando de "mejorarlos" en la próxima asignación.
Al parecer, el metabolismo de Nuke ahora está controlado a distancia desde una base secreta en Tierra Verde, cuyos técnicos son capaces de apagar los sistemas biomecánicos en el cuerpo de Nuke.

### Píldoras
Nuke tiene un segundo corazón y toma pastillas de diferentes colores para producir diferentes efectos corporales. Los colores de las pastillas de Nuke son: rojo, para aumentar la adrenalina; Blanco, para mantenerlo equilibrado entre misiones; y azul, para derribarlo. La serie Wolverine: Origins reinició esto, afirmando en cambio que estas pastillas son placebos, lo que sugiere que Nuke vive en un estado constante de aumento de adrenalina, pero no lo sabe. Las pastillas, por lo tanto, provocan su comportamiento violento, pero el efecto es psicosomático.

## Otras versiones

### Civil War: House of M
En la realidad House of M, Nuke es uno de los agentes del gobierno (junto a Mimic y el Agente Barnes) enviados a Genosha para matar a Magneto y, a muchos de sus seguidores como sea posible. Él y Mimic sirvieron como distracción mientras el Agente Barnes se colaba en la sede de Magneto. Cuando Nuke entró al dormitorio de Wanda para matarla, ella lo desmontó.

### What If
What If v2 #48 mostró lo que habría sucedido si Daredevil hubiera salvado a Nuke. Esta historia se manifiesta mientras Ben Urich pondera la situación y piensa en alternativas.

### Ultimate Marvel
En el universo Ultimate Marvel, Frank Simpson aparece en Ultimate Comics: Captain America #1 como el hombre que recibió el Suero del Súper Soldado durante la Guerra de Vietnam cuando Steve Rogers desapareció en acción después de la Segunda Guerra Mundial, pero su origen es parecido al del Gran Director, un Capitán América post-Segunda Guerra Mundial. Al igual que su homólogo convencional, Simpson tiene la bandera estadounidense tatuada en la cara. Simpson, completamente desilusionado por Estados Unidos después de Vietnam (1972) se cree que ha traicionado a su país debido a la guerra y los aumentos, pero ha "visto la luz". Él está tratando de vender su sangre con suero modificada genéticamente a los norcoreano, pero es detenido por el SAS inglés y Steve Rogers. Después de que su identidad es revelada a la Coronel Danvers, Capi es golpeado, y viaja a Saloth, un pueblo de Camboya, pero Simpson y su ejército (inflados con el Suero del Súper Soldado) lo golpearon. Simpson se compromete a hacer al Capi "ver la luz", creyendo firmemente que Estados Unidos representa una serie de atrocidades en los últimos 50 años. Capi escapa y detiene a Simpson. Él es llevado en custodia de S.H.I.E.L.D.. Simpson más tarde recibe la visita de Capi en el Triskelion, que tiene a Rogers leyendo la Biblia a un Simpson postrado en cama.

### Amalgam
En el universo de Amalgam Comics, Nuke se combinó con Bane de DC Comics como Bane Simpson de HYDRA',

## En otros medios
El personaje aparece en Jessica Jones como Will Simpson, interpretado por Wil Traval. Él es un sargento de policía en el 15.º Recinto y previamente se desempeñó en la 39.a División de Infantería. Introducido en la primera temporada, es enviado por Kilgrave para matar a Trish Walker. Al estar convencido por Jessica Jones de que su misión se había cumplido, Kilgrave le ordena saltar desde una azotea. Jessica lo salva, liberándolo del control de Kilgrave, después de lo cual Simpson se convierte en un amante de Trish. Sigue en desacuerdo con Jessica, ya que está decidido a asesinar a Kilgrave para evitar lastimar a alguien más. Después de que su intento de matar a Kilgrave con una bomba falla, Simpson vuelve a conectarse con su unidad militar, usando píldoras experimentales para aumentar la conciencia de combate. Ahora es más maníaco, hasta el punto de que mata al también detective Oscar Clemons y a dos compañeros operativos. Luego intenta matar a Jessica, pero es frustrado tanto por Jessica como por Trish, cuando Trish toma algunas de sus mejoras de combate y lo domina. Dejado inconsciente, Simpson es llevado más tarde por su médico Miklos Kozlov y miembros de la misteriosa organización "IGH" que le proporcionaron los suplementos. Al comienzo de la segunda temporada, Simpson ahora usa un inhalador y espía a Trish. Finalmente, alcanza a Trish en una película, donde Trish le dispara en la pierna. Cuando Jessica se pone al día y se enfrenta a Simpson sobre una reciente serie de muertes de miembros de IGH, Simpson afirma que Trish está siendo atacada debido a una investigación sobre IGH, antes de que una asaltante los ataque abruptamente y luego asesine a Simpson rompiéndole el cuello antes de escapar. Después, Jessica y Trish llevan su cuerpo a la playa cerca de Playland Park y Jessica arroja su cuerpo al océano. Trish desarrolla gradualmente una adicción a los potenciadores de combate en el inhalador de Simpson, y posteriormente desarrolla habilidades sobrehumanas.